# Friedrich Herlin
Friedrich Herlin auch Friedrich Herlein (* um 1430 in Rothenburg ob der Tauber ?; † um 1500 in Nördlingen) war ein altdeutscher Maler. Er war der Schwiegervater des einflussreichen Ulmer Malers Bartholomäus Zeitblom.

## Leben und Werk
Friedrich Herlin wurde vermutlich in Rothenburg ob der Tauber geboren. Zumindest war er dort tätig, bevor er ab 1459 in Nördlingen sesshaft wurde. Dort erwarb er 1461 ein Haus und erhielt 1467 das Bürgerrecht. In dessen Urkunde ist er als Maler „von Rotemburg“ angesprochen. Auch eine Inschrift auf dem Rahmen des Hochaltars der St.-Georgs-Kirche in Nördlingen lautet gleich.

### Lehrjahre und erste Werke
Wo und bei wem Herlin gelernt hat, ist unbekannt. Als Maler nachweisbar ist er in den Jahren 1449 und 1454 in Ulm, wo er wahrscheinlich während seiner Wanderschaft Halt machte. An seinem ersten nachweisbaren Werk von 1459, vermutlich für St. Georg in Nördlingen, lässt sich eindeutig erschließen, dass Herlin während oder nach seinen Lehrjahren auf Wanderschaft die Arbeit Rogier van der Weydens kenne gelernt haben muss, entweder in dessen Werkstatt in Brügge oder er kam zumindest bis Köln, wo sich in St. Kolumba ein Altarwerk Rogiers befand (1455, heute in der Alten Pinakothek, München), sowie der Werl-Altar von Rogiers Lehrer, Robert Campin (heute im Museo del Prado, Madrid), welche beide Motive enthalten, die Herlin kopierte. Dagegen befand sich van der Weydens Bladelin-Altar (um 1450), dessen Ikonografie der Anbetung er mehrmals nahezu vollständig übernahm, in Middelburg (heute Gemäldegalerie Berlin).
In Köln wird er außerdem Stefan Lochners Dreikönigsaltar studiert haben, von dem Spuren in seinem Werk zu finden sind. Sein zweites Werk von 1461, acht zusammengehörende Tafeln vermutlich für das Kloster Kaisheim, heute in der Kunsthalle Karlsruhe, ist in der Figuren-, Farb- und Raumauffassung ebenso vom niederländischen Stil geprägt, allerdings vereinfacht und mit punziertem Goldgrund, bei dem er (mit Ausnahmen) Zeit seines Lebens blieb.

### St. Georgs-Altar in Nördlingen
Vor allem in Nördlingen war er seit Anfang der 1460er Jahre beschäftigt, noch bevor er dort sesshaft wurde. 1427 war dort beschlossen worden, die romanische St. Georgs-Kirche neu zu errichten. Neben anderen Neubauprojekten war dies das größte und vielversprechendste für Handwerker jeder Art, auch die Ausstattung wurde schließlich erneuert. Den Auftrag für den Hauptaltar erhielt Friedrich Herlin 1462 durch die Kaufmannsfamilie Fuchshart. Das dem Stadtpatron und der hl. Magdalena gewidmete Werk mit 16 Tafeln weist erhebliche Unterschiede zwischen Innen- und Außenflügeln auf. Der geschlossene Altar zeigt Szenen aus dem Leben der beiden Heiligen, die stilistisch den „kargen“ Karlsruher Tafeln folgen. Die festtägliche Öffnung der Altarflügel mit dem Marienleben versucht weitaus stärker versucht, der Ikonografie Rogiers in direkten Kopien der Figuren einzufangen. Deshalb wurde angenommen, er wäre erst in dieser Zeit oder nun zum zweiten Mal nach Köln oder in die Niederlande gereist und diese Bilder erst zwischen 1475 und 1478 entstanden; wahrscheinlicher ist aber eine Vollendung des Altars bis 1465. Die zwischenzeitig in einen Barockrahmen versetzten Bilder wurden in den 1970er Jahren wieder herausgelöst und der ursprüngliche Altar rekonstruiert. Der erhaltene originale Schrein trägt die Inschrift: „Dis werck hat gemacht friederich herlein von rotenburck 1462.“

### Der St. Jakobs-Altar in Rothenburg o. d. T.
Der Rothenburger Hochaltar für die Jakobskirche von 1466 steht noch heute an seinem ursprünglichen Ort. Wie in Nördlingen war Herlin für die Umsetzung des gesamten Altars verantwortlich, weshalb man ihn auch als „Altarbauunternehmer“ oder „Malerunternehmer“ tituliert hat. In beiden Fällen arbeitete er mit dem Nördlinger Schreiner Waidenlich zusammen; der Figurenschnitzer ist beide Male unbekannt.
Er wiederholte auf der Innenseite die Szenen aus dem Marienleben des Nördlinger Altars. Wie dort schon in der Flucht nach Ägypten, ist hier in zwei zusammenkommenden Szenen im geschlossenen Zustand prominent eine Ansicht Rothenburgs mit seinem Rathaus und dem Marktplatz dargestellt. Die Außenflügel wurden jedoch schon 1582 mit einer Passionsfolge übermalt, die in den 1920er Jahren erst wieder entfernt werden konnte und die ursprünglichen Szenen aus dem Leben des hl. Jakob und das sogenannte Galgenwunder freilegte.

### Retabel in Bopfingen
1472 entstand das Retabel St. Blasius in Bopfingen. Auf zwei Innenflügeln sind die Geburt Christi und eine Anbetung der Könige gemalt.

### Dreikönigsretabel in Emmendingen
1473 – nach inschriftlichem Ausweis im Bild – entstand im Umkreis der Werkstatt Friedrich Herlins ein Dreikönigsretabel. Zentral ist die Anbetung der Könige dargestellt, auf den Flügeln die Geburt Christi und die Darstellung Jesu im Tempel. Ikonographisch orientiert sich das Retabel an dem Altaraufsatz für St. Kolumba von Rogier van der Weyden.
Unterschiedliche Zuschreibungen wurden in der Forschung diskutiert. Aufgrund der großen Übereinstimmungen in Details zum Bopfinger Altar setzte sich die Autorschaft der Herlin-Werkstatt durch.
Seit 1897 befindet sich das Retabel in der Adolph-Kolping-Kapelle, der ehemaligen Taufkapelle der Kirche St. Bonifatius in Emmendingen. Zuvor war es wahrscheinlich aus dem Zisterzienserkloster Salem über Umwege in die Freiburger Sammlung Hirscher gelangt, bevor es aus Privatbesitz durch die Emmendinger Gemeinde für die Kircherweiterung Ende des 19. Jahrhunderts erworben wurde.

### Malerfamilie Herlin
Friedrich Herlin starb in Nördlingen zwischen dem 6. Juni und 11. November 1500. Die Steuern für die Malerwerkstatt wurden nunmehr ganz von seinem Sohn Laux (Lukas, † 1520/1522) übernommen. Bevor er 1459 nach Nördlingen zog, hatte er sich mit einer Margaretha vermählt und zwischen 1488 und 1495 ein zweites Mal geheiratet, eine Agnes Jeger, die 1506 verstarb.
Herlin hatte drei Töchter und vier Söhne, von denen Hans, Jörg und Laux (Lukas) und auch die Enkelgeneration das Malerhandwerk weiterführten, aber künstlerisch unbedeutend blieben. Laux Sohn Jesse war unter anderem an der Fassadendekoration des Rathauses beteiligt. Herlins Tochter Spes heiratete seinen Schüler Bartholomäus Zeitblom († nach 1510).
Die letzten Maler der Familie waren die Urenkel David († 1559), der später Weinschenk wurde, der namensgleiche Friedrich († 1593) malte die noch heute erhaltene Justitia über der Treppe des Nördlinger Rathauses (1582), Laux, der auch Goldschmied war († 1593) und Josef, der als Letzter der Familienlinie 1606 wie die anderen in Nördlingen verstarb.

## Kunstgeschichtliche Bedeutung
Herlin zeigt sich als Nachfolger von der Weydens, dessen Stil er den Oberdeutschen vermittelt hat, ohne jedoch zu einer eigenständigen Ausdrucksweise zu gelangen. Er steht am Übergang von den mittelalterlichen Goldgrunddarstellungen zu einer neuen realistischen Darstellungsweise, die von der niederländischen Malerei ausging. Dabei wurde er immer wieder mit dem oberrheinischen Martin Schongauer, dem Nürnberger Hans Pleydenwurff und Hans Schäufelin zusammen genannt. Aufgrund des flämischen Stils wurde ihm auch eine Zeit lang der Dreikönigsaltar im Meißner Dom zugeschrieben.

## Galerie

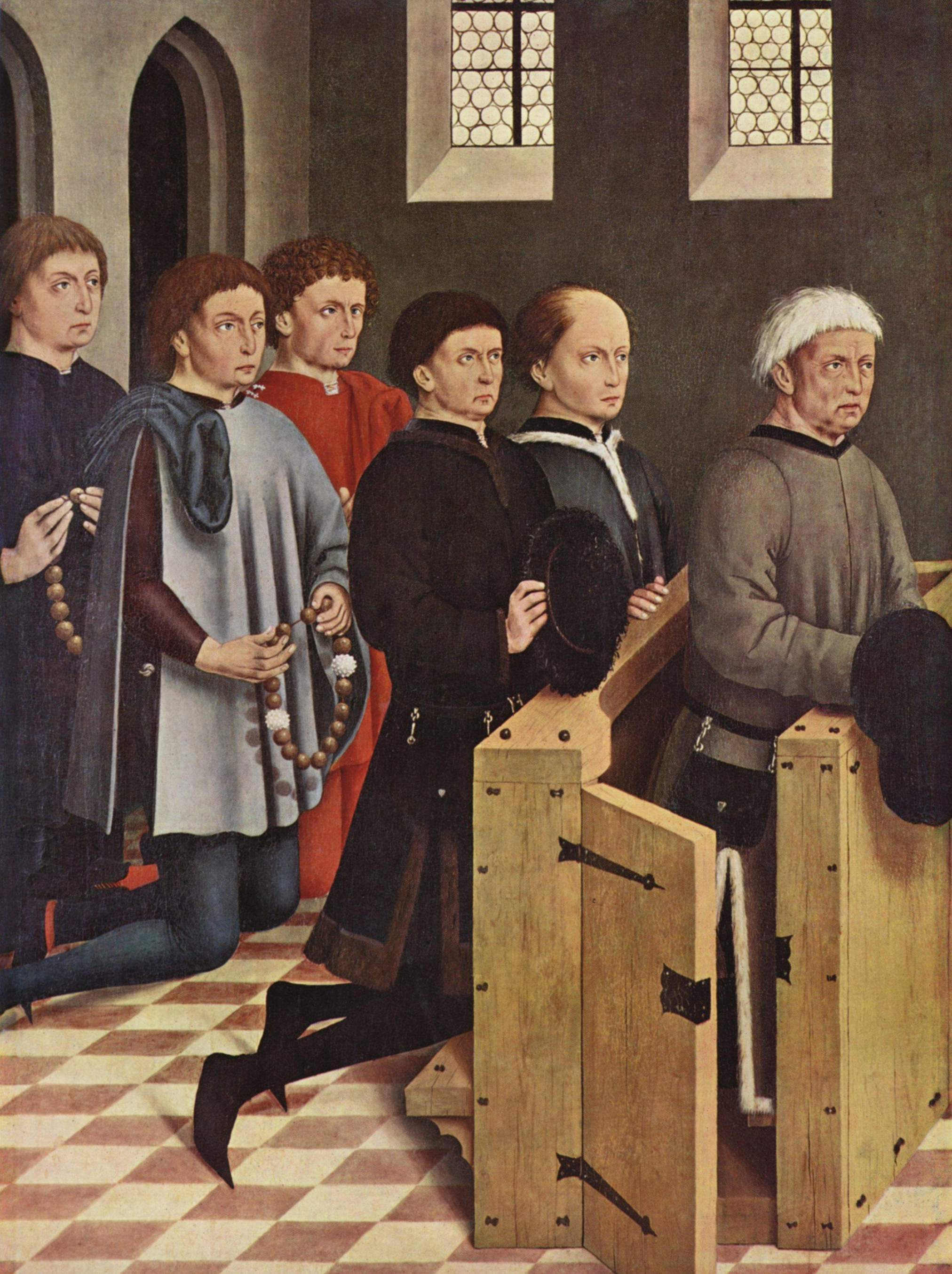
Hochaltarretabel St. Georg, Nördlingen, Flügel links außen, Szene mit dem Stifter Jakob Fuchshart und seinen Söhnen
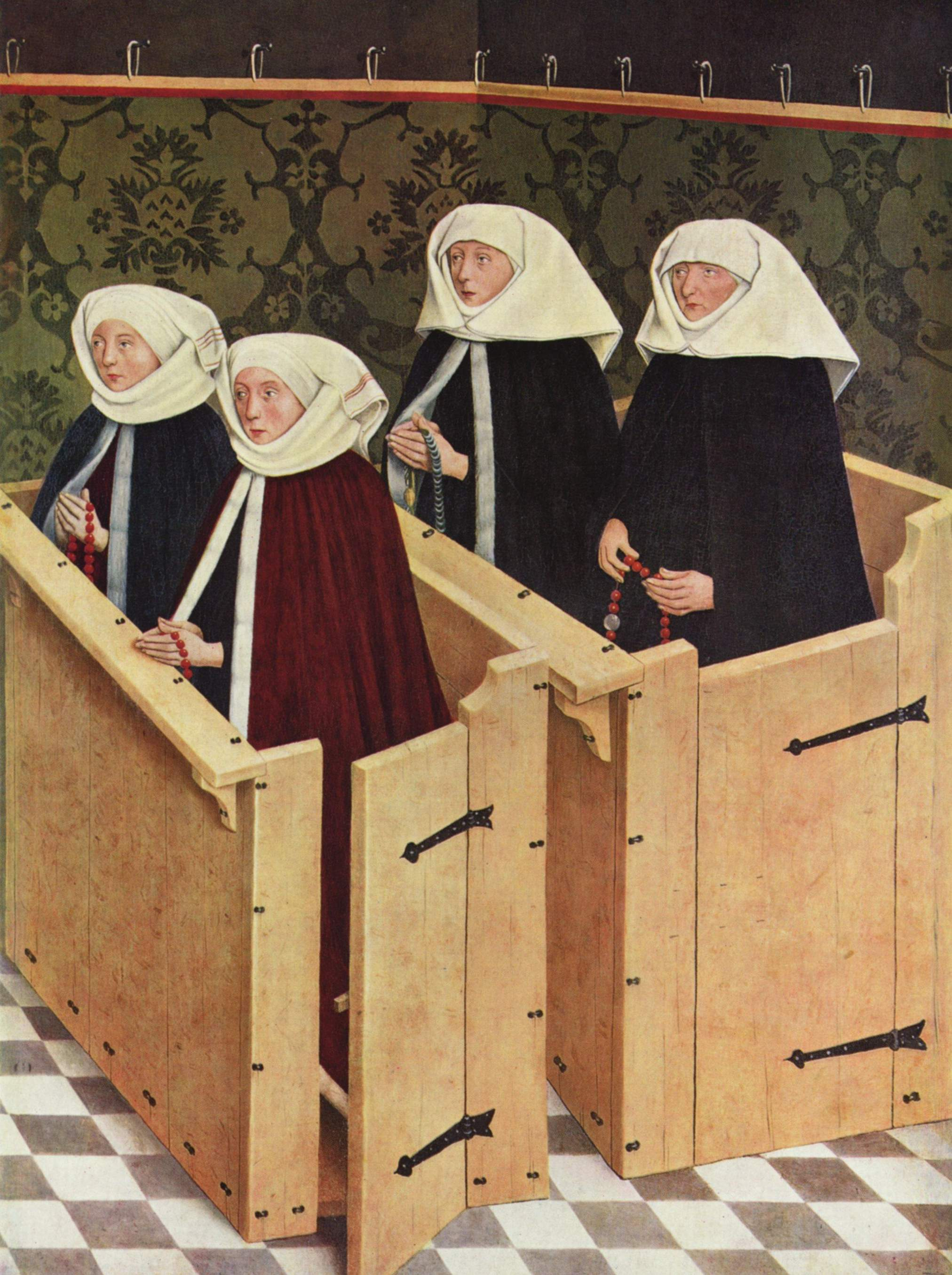
Hochaltarretabel St. Georg, Nördlingen, Flügel rechts außen, Szene mit Jakob Fuchsharts Gattin und seinen Töchtern
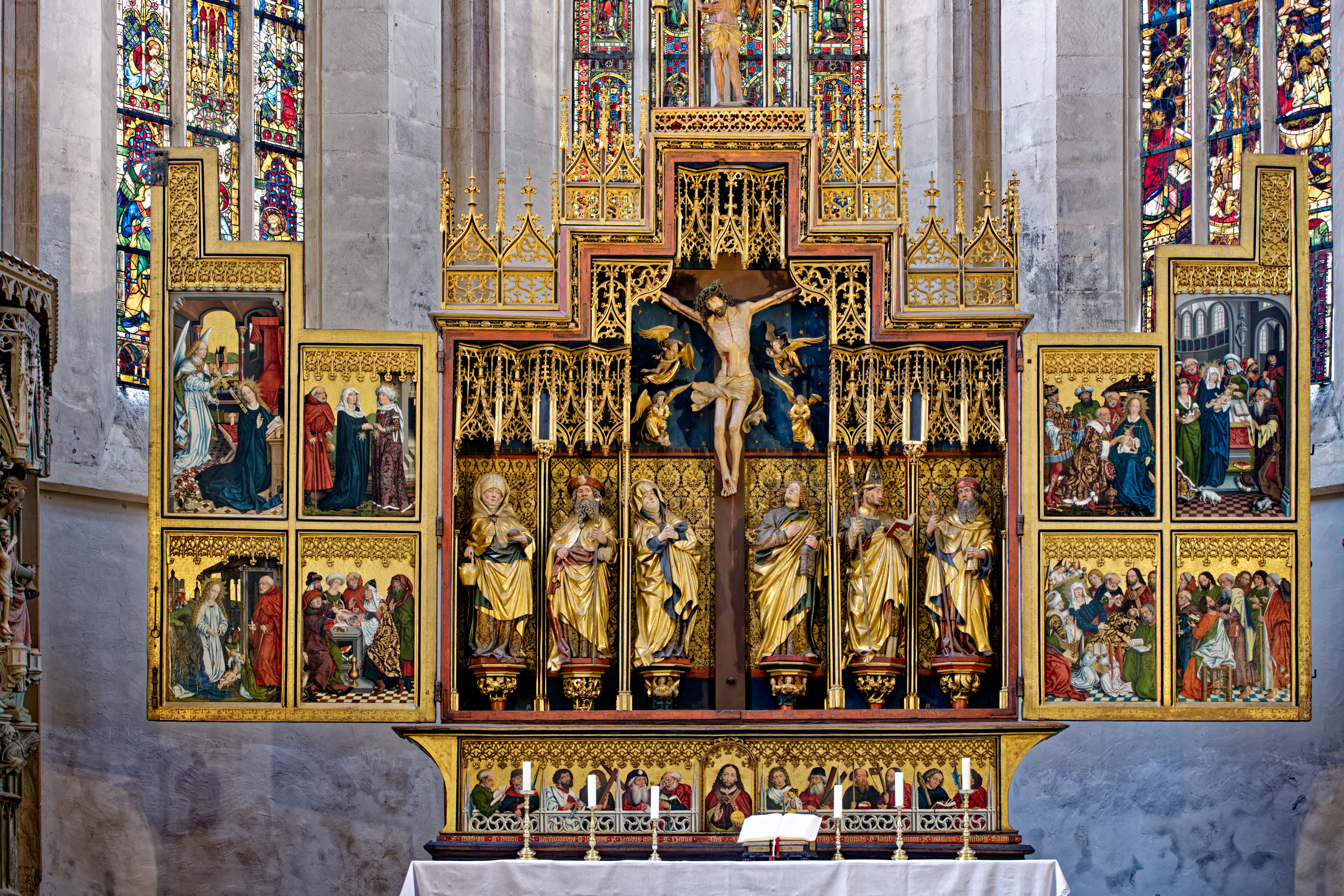
St. Jakob, Zwölfbotenaltar Rothenburg ob der Tauber (1466)
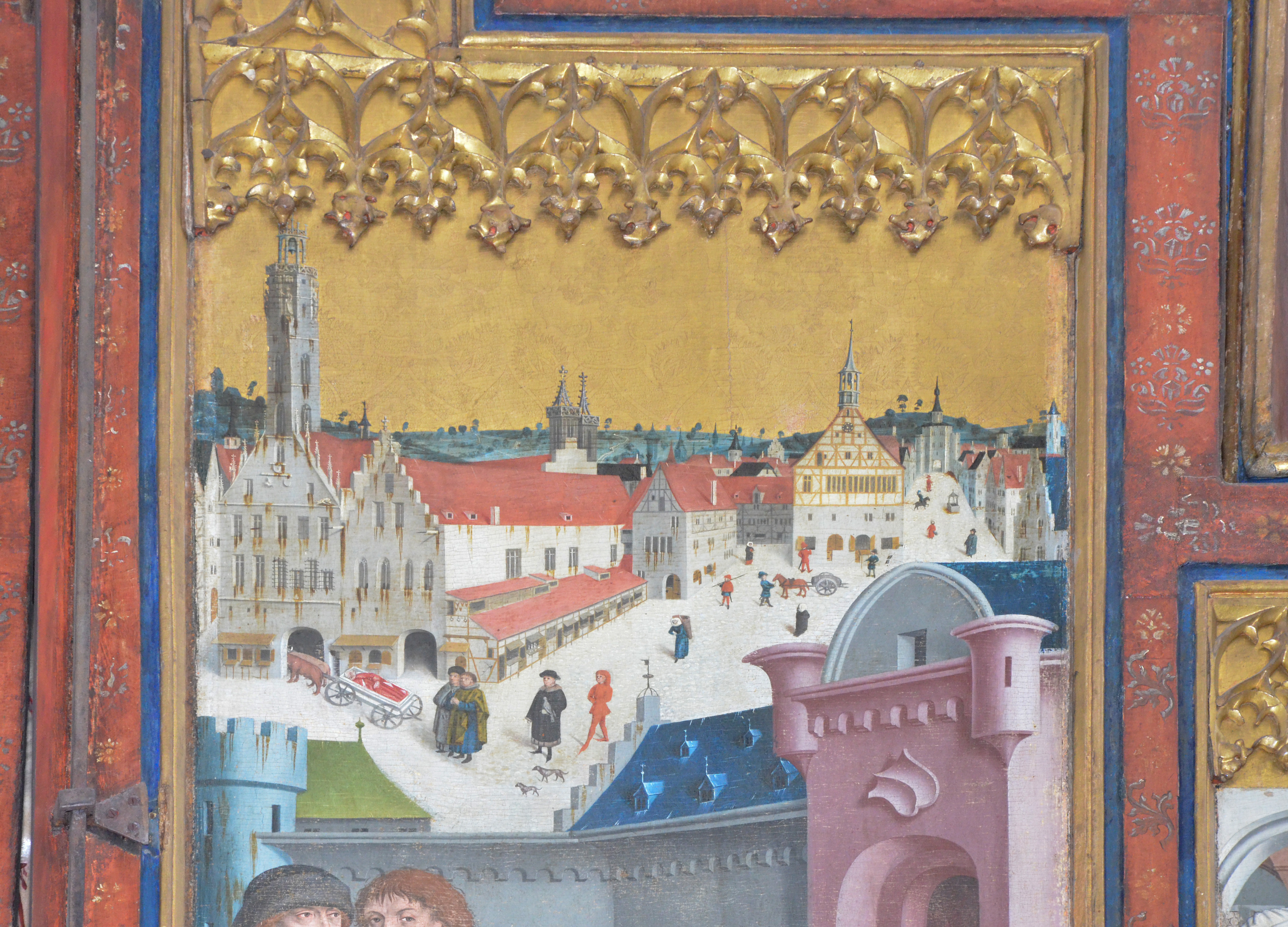
Der Rothenburger Marktplatz von 1466, Bildhintergrund einer Tafel des rechten Außenflügels des Hochaltars von St. Jakob
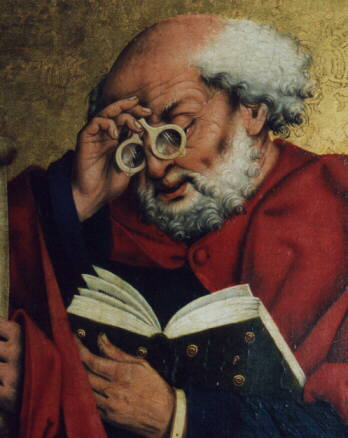
Der Apostel Petrus mit einer Brille lesend, Detail der Predella des St. Jakob-Altars
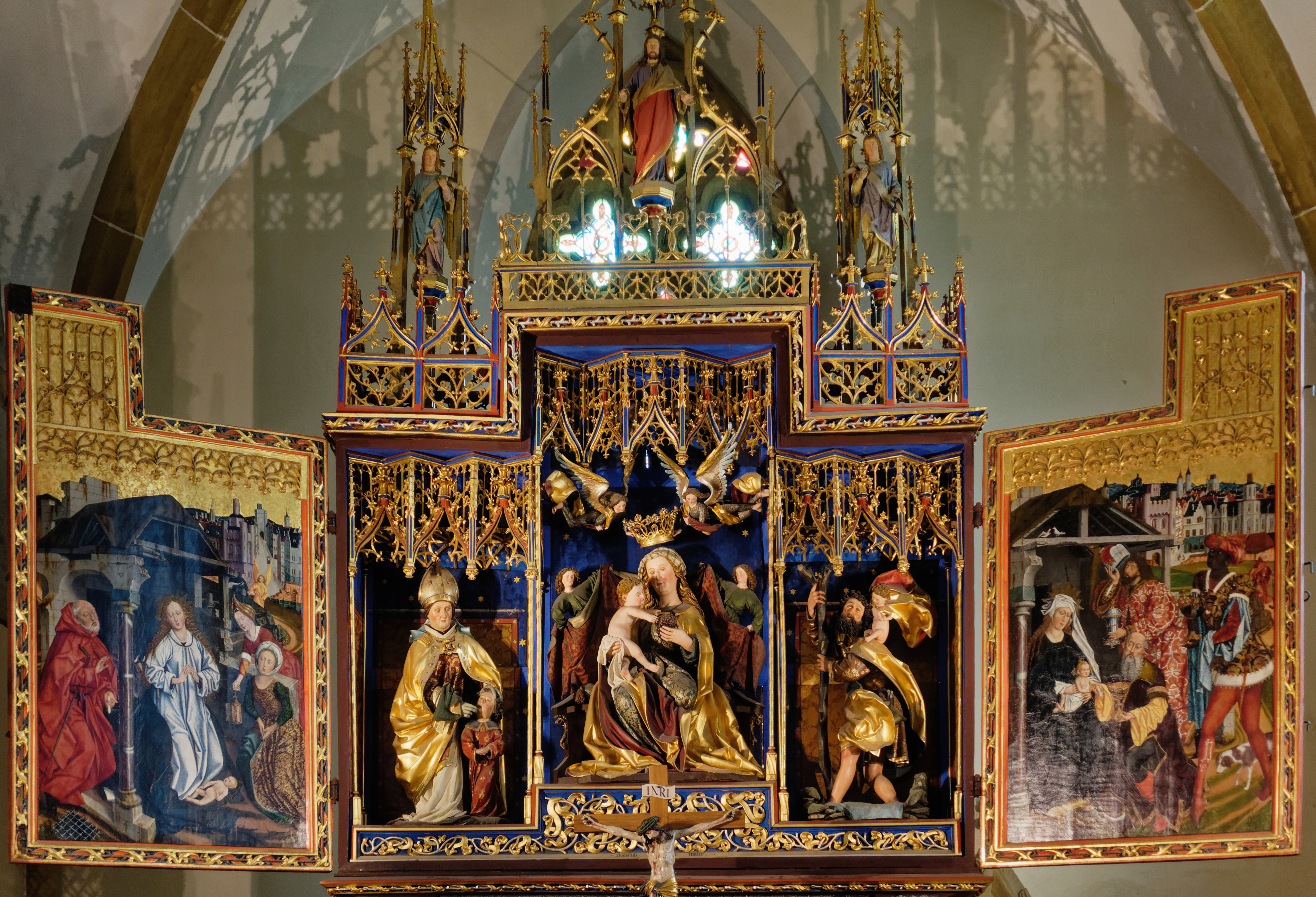
Der nach ihm benannte Herlin-Altar in Bopfingen von 1472
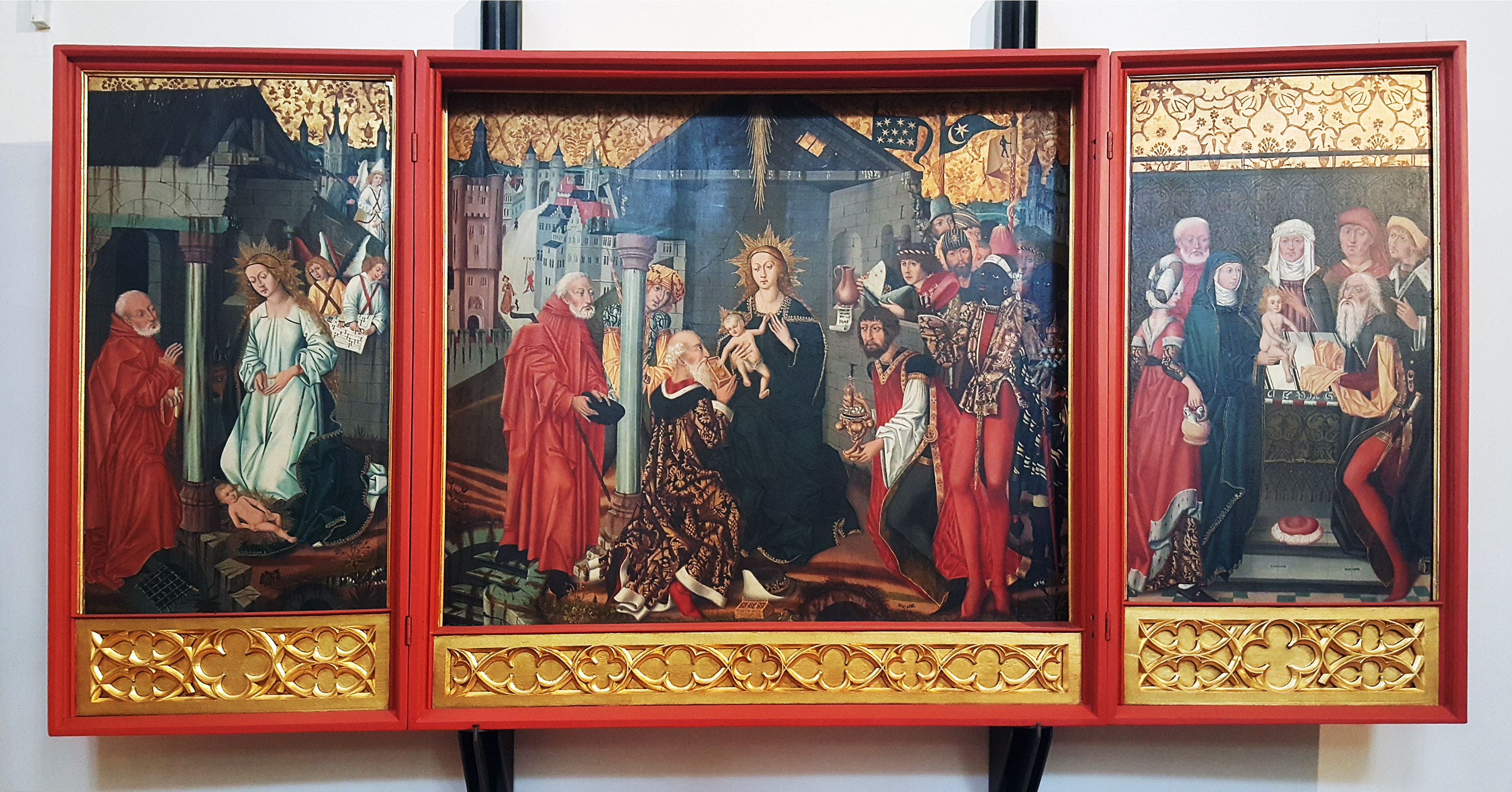
Weihnachtsaltar, Emmendingen (1473)